# Natació als Jocs Olímpics d'estiu de 1924 - 100 metres lliures masculins
Els 100 metres lliures masculins va ser una de les onze proves de natació que es disputaren als Jocs Olímpics de París de 1924. Era la prova més curta dins el programa masculí de natació. La competició es disputà el 19 i el 20 de juliol de 1924. Hi van prendre part 30 nedadors procedents de 15 països.

## Medallistes
| Or                       | Plata                 | Bronze                  |
| Johnny Weissmuller (USA) | Duke Kahanamoku (USA) | Samuel Kahanamoku (USA) |

## Rècords
Aquests eren els rècords del món i olímpic que hi havia abans de la celebració dels Jocs Olímpics de 1924.
| Rècord del Món | 57.4      | Johnny Weissmuller | Miami (USA)  | 17 de febrer de 1924 |
| Rècord Olímpic | 1:00.4(*) | Duke Kahanamoku    | Anvers (BEL) | 24 d'agost de 1920   |
| Rècord Olímpic | 1:01.4(*) | Duke Kahanamoku    | Anvers (BEL) | 23 d'agost de 1920   |
| Rècord Olímpic | 1:01.4(*) | Duke Kahanamoku    | Anvers (BEL) | 29 d'agost de 1920   |

(*) Duke Kahanamoku va nedar en 1' 00.4" a la primera final, que es va ordenar repetir. A la segona final, va marcar un temps de 1' 01.4", el mateix temps que sis dies abans durant les semifinals.
En la segona semifinal Johnny Weissmuller establí un nou rècord olímpic amb un temps de 1' 00.8". En la final millorà el seu propi rècord i per primera vegada en uns Jocs baixà del minut, deixant el temps en 59.0".

## Resultats

### Sèries
Els dos nedadors més ràpids de cada sèrie i el millor tercer passaren a semifinals.
Sèrie 1
| Pos. | Nedador               | Temps  | Qual. |
| ---- | --------------------- | ------ | ----- |
| 1    | Orvar Trolle (SWE)    | 1:04.2 | QQ    |
| 2    | Duke Kahanamoku (USA) | 1:04.2 | QQ    |
| 3    | Kazuo Onoda (JPN)     | 1:05.4 |       |
| 4    | Charles Baillee (GBR) | 1:08.2 |       |
| 5    | Vlado Smokvina (YUG)  | 1:11.6 |       |

Sèrie 2
| Pos. | Nedador                 | Temps  | Qual. |
| ---- | ----------------------- | ------ | ----- |
| 1    | Samuel Kahanamoku (USA) | 1:03.2 | QQ    |
| 2    | Ernest Henry (AUS)      | 1:03.8 | QQ    |
| 3    | Torahiko Miyahata (JPN) | 1:04.2 | qq    |
| 4    | Henri Padou (FRA)       | 1:05.0 |       |
| 5    | Albert Dickin (GBR)     | 1:06.0 |       |
| 6    | Stanislav Bičák (TCH)   | 1:10.2 |       |

Sèrie 3
| Pos. | Nedador                | Temps  | Qual. |
| ---- | ---------------------- | ------ | ----- |
| 1    | Clayton Bourne (CAN)   | 1:06.2 | QQ    |
| 2    | Alberto Zorrilla (ARG) | 1:08.2 | QQ    |
| 3    | Viktor Legát (TCH)     | 1:13.2 |       |
| 4    | Charles Kopp (SUI)     | 1:15.0 |       |

Sèrie 4
| Pos. | Nedador               | Temps  | Qual. |
| ---- | --------------------- | ------ | ----- |
| 1    | Katsuo Takaishi (JPN) | 1:04.0 | QQ    |
| 2    | Ivan Stedman (AUS)    | 1:06.0 | QQ    |
| 3    | Georg Werner (SWE)    | 1:07.0 |       |
| 4    | Émile Zeibig (FRA)    | 1:08.0 |       |
| 5    | Gé Dekker (NED)       | 1:11.8 |       |

Sèrie 5
| Pos. | Nedador                    | Temps  | Qual. |
| ---- | -------------------------- | ------ | ----- |
| 1    | Johnny Weissmuller (USA)   | 1:03.8 | QQ    |
| 2    | Alfred Harold Pycock (GBR) | 1:05.2 | QQ    |
| 3    | Édouard Vanzeveren (FRA)   | 1:06.8 |       |
| 4    | Moss Christie (AUS)        | 1:07.2 |       |
| 5    | José Manuel Pinillo (ESP)  | 1:14.2 |       |

Sèrie 6
| Pos. | Nedador                      | Temps  | Qual. |
| ---- | ---------------------------- | ------ | ----- |
| 1    | Arne Borg (SWE)              | 1:05.4 | QQ    |
| 2    | István Bárány (HUN)          | 1:08.4 | QQ    |
| 3    | Július Baláž (TCH)           | 1:11.8 |       |
| 4    | Dionysios Vasilopoulos (GRE) | 1:12.0 |       |
| 5    | Pieter Jacobszoon (NED)      | 1:12.2 |       |

### Semifinals
Els dos nedadors més ràpids de cada semifinal i el millor tercer passaren a la final.
Semifinal 1
| Pos. | Nedador                 | Temps  | Qual. |
| ---- | ----------------------- | ------ | ----- |
| 1    | Duke Kahanamoku (USA)   | 1:01.6 | QF    |
| 2    | Samuel Kahanamoku (USA) | 1:02.2 | QF    |
| 3    | Katsuo Takaishi (JPN)   | 1:02.4 | qf    |
| 4    | Orvar Trolle (SWE)      | 1:02.6 |       |
| 5    | Clayton Bourne (CAN)    | 1:06.0 |       |
| 6    | István Bárány (HUN)     | 1:08.0 |       |
| —    | Torahiko Miyahata (JPN) | DNS    |       |

Semifinal 2
| Pos. | Nedador                    | Temps  | Qual. |
| ---- | -------------------------- | ------ | ----- |
| 1    | Johnny Weissmuller (USA)   | 1:00.8 | QF OR |
| 2    | Arne Borg (SWE)            | 1:02.6 | QF    |
| 3    | Ernest Henry (AUS)         | 1:03.0 |       |
| 4    | Alfred Harold Pycock (GBR) | 1:05.0 |       |
| 5    | Ivan Stedman (AUS)         | 1:06.0 |       |
| 6    | Alberto Zorrilla (ARG)     | 1:07.6 |       |

### Final
| Pos. | Nedador                  | Temps   |
| ---- | ------------------------ | ------- |
| 1    | Johnny Weissmuller (USA) | 59.0 OR |
| 2    | Duke Kahanamoku (USA)    | 1:01.4  |
| 3    | Samuel Kahanamoku (USA)  | 1:01.8  |
| 4    | Arne Borg (SWE)          | 1:02.0  |
| 5    | Katsuo Takaishi (JPN)    | 1:03.0  |